# 參選人
參選人，又名候選人或被選舉人，是選舉中競逐一種職位的參與人員。候選人在選舉投票前，會舉辦政見發表會，在電子媒體和平面媒體刊登廣告，和印製宣傳單宣傳，達到發表政治見解和政治理念及競選承諾的效果。
讓投票人理解候選人當選後的想法和作為，投票人會以此為參考，和過去候選人的言行，用來作為候選職位的考核資格，選擇其中自己欣賞喜好的候選人。

## 例如
政治
- 總統候選人
- 國會議員候選人
- 市長或縣長候選人
- 市議員或縣議員候選人

非政治          
- 見工候選人
- 社團接班人
- 委員或候補委員候選人